# 皮雷诺波利斯
皮雷诺波利斯是巴西戈亚斯州的一个市镇。总面积2227.793平方公里，总人口21240人，人口密度9.5人/平方公里。